# 意大利王国 (神圣罗马帝国)
意大利王国（拉丁語：或Regnum Italicum）是位于意大利半岛北部的政治和地理实体。自公元962年奥托一世于罗马加冕以来就并入神圣罗马帝国并与其产生法律联系。
将意大利王国融入神圣罗马帝国体系中，意味着加洛林王朝统治时期所留下的行政系统因信任地方封建势力的中央权力的缺失和公共群体的发展而被慢慢地破坏掉，同时也因为国王与教宗的對抗，使得意大利的政治势力分化为归尔甫派和吉伯林派。
大空位时代不仅几乎消灭了皇帝在意大利，同时也消灭了在德意志本土的有效权力，但保留了使地方政府合法化的管辖权。由于帝国内部的争斗，城市中的公共系统转变为贵族统治或共和制，其中只有有能力与雇佣军签署协议的强势政权，才能形成邦国来征服邻近的城市。
法兰西王国于1494年开始的干预改变了半岛上的权力关系，并再次引起了皇帝对意大利事务的关注。尽管在1529年巴塞罗那条约签署时，皇帝查理五世成为了意大利的仲裁者，但意大利的统治权落到西班牙国王手中，直到西班牙王位继承战争中，皇帝获得了主导地位。在稳定了敌对的哈布斯堡王朝和波旁王朝的权力关系之后，法国大革命及其蔓延到意大利使得意大利的帝国权力遭到了清算，几年后这一清算在德意志本土再次上演。

## 加洛林時期

### 查理曼征服
公元774年，法兰克国王查理曼征服伦巴底王国并将其并入了自己的王国中。加洛林王朝对意大利的征服并没有为其带来移民，取而代之的是武装部队被引入及分配到城市及战略要地，以此来控制陆上及河流的交通要道以及伦巴底的核心地区。一个法兰克人统治阶级以从伦巴底、教会和王室财产中没收的土地为代价在意大利建立起来。但这并不意味着法兰克统治下的意大利王国与先前的伦巴底王国就此彻底决裂了，其依旧保留有伦巴第时期的特征，帕维亚依旧是其首都，以及一个具有公共性、权威性的王权以及通过公职人员将帕维亚与其他城市连接起来的行政系统被保留了很长一段时间。此外，一部由伦巴底人与加洛林牧师会所起草的伦巴底法律文本（拉丁文：corpus）得以保留，伦巴底国王的立法也得到了加洛林王朝的认可。在这一系统中，伯爵是中央行政的公众代理，是国王在各伯国的代表。官员们为获得对他们有利的特殊利益而做出了滥用权力的行为，
但是公共权力不能给予足够的保护来防止大地主的压迫，这些大地主们武装起来并靠着领土而获益，试图创建一个更加一致而紧凑的领土集团。在这样的情形下，附庸关系发展了起来，在这种属于监护征赋制的体系中，一个自由人为有权势的人服兵役以换取保护和援助；以这种方式，曾经是自由人并拥有自主地产的战士成为领主的委托人。另一方面，公职人员们为获得对他们有利的特殊利益做出了滥用权力的行为，为了与这些公职人员对抗，国王得到了他亲自委任的附庸（拉丁文：vassi dominici）的帮助。除了附庸之外，国王还行使教会命令来监督公职人员、控制城市及交通路线以及获得人民的服从，进而雇佣其拥护者来管理修道院和主教辖区，这些人从同样的军事贵族中选出，他们得到的回报是对教会的捐赠以及豁免权。国王需要教会权力的状况在加洛林的意大利助长了主教和修道院长豁免权（拉丁文：mundeburdium）的扩大，使得没有公职人员能够对军事或司法权力的行使进行干预，于是国王剥夺了自己的官员在教会领土上的权力，使得主教和院长间建立起贵族式的权威，教会秩序作为一种自治权力被建立起来。
843年《凡尔登条约》签署后加洛林帝国一分为三，加洛林国王给予大贵族家庭豁免权、特权、土地和职位以使得他们同意成为国王的附庸，他们在当地扎根并建立了自己的委托人网络。由于王国的分裂，这些贵族可能的行动及政治影响力都被限制在王国的部分地区，基于这一原因，由于路易二世死后没有男性后裔，贵族群体召开会议选择新的君主以维持王国的存在同时保证他们的政治权力。由于国王只有在意大利本土常驻的情况下才能保卫罗马教廷，于是王室头衔与意大利王国的关系就被教宗建立起来。伴随着胖子查理于887年被废黜并在次年去世，意大利王国的贵族们获得了选举出常驻意大利的国王的自由，而国王的基本政策是以捐赠和让权作为与权贵谈判、平衡派系并建立联盟的手段，通过皇家证书（拉丁文：diplomata）的形式，特权被授予教堂及相关贵族。匈牙利人于10世纪上半叶发起的袭击期间，公共权力不能保证领土被保护，这一方面导致地区防御工事的建立没有世俗领主、宗教团体及城市的干预，这些干预此前需要国王的准许才可进行，从而出现了被称作城堡化（encastellation）的地方权力的私有化的现象；而另一方面，贵族中的不同派别都在寻找有竞争力的敌对国王以争夺王位，这在随后引发了这些王位争夺者的武装冲突。

### 作為地方公国
政治上服从于神圣罗马帝国的意大利王国保持着大的领土公国以及其他一些较小的伯国：
10世纪中期，伊夫雷亚边疆区被拆分为：
- 都灵边疆区（March of Turin），其中包括Auriate（英语：Auriate）、都灵、阿尔本加、阿尔巴和文蒂米利亚；属于阿都因·格拉伯（Arduin Glaber）
- 蒙费拉托边疆区（March of Montferrat），包括卡萨莱蒙费拉托、阿奎泰尔梅和萨沃纳；属于蒙费拉托的阿勒拉莫（英语：Aleramo, Marquis of Montferrat）（Aleramo of Montferrat）
（被其后代拆分为更小的萨卢佐侯国（英语：Marquisate of Saluzzo）、菲纳莱侯国（英语：Marquisate of Finale）、切瓦侯国、克拉韦萨纳侯国（意大利语：Marchesato di Clavesana）和因奇萨侯国（英语：Marquisate of Incisa））
- 热那亚边疆区（March of Genoa），包括热那亚、托尔托纳和博比奥[30][31]；属于奥博托一世（Oberto I）（行宫伯爵在利古里亚）
- 以及伊夫雷亚边疆区面积减小的剩余部分[32]；属于蓬比亚公爵（意大利语：Conti di Pombia）（Counts of Pombia）。

除了这些小型公国以外，主教们的权力也在不断增长中。在11世纪的后三分之二时间里，鲁道夫三世（Rudolph III）于1032年去世后，阿尔勒王国的一位领主萨伏伊的亨伯特一世（Humbert I）支持新的日耳曼君主康拉德二世占领阿尔勒王国，这使得他获得了莫列讷和塔朗泰斯，还使得他儿子萨伏伊的奥托（Otto of Savoy）通过联姻获得都灵边疆区的统治权。这些财产使得萨伏伊伯爵得以控制法兰克与意大利3条最重要的阿尔卑斯山通道：大圣伯纳德山口、小圣伯纳德山口和塞尼山。

1000年前后的神圣罗马帝国地图

在伦巴第，米兰教区开始兴盛，然而在曼托瓦、科莫和克雷莫纳等地，当地的伯爵与主教起了冲突。由于洛梅洛公爵（帕维亚的行宫伯爵）的衰落开始显现，同时热那亚藩侯——奥博托一世的家族扩张到了卢尼贾纳和伦巴第，米兰边疆区得以形成，其包括米兰和伦巴第。与此同时，卡诺萨家族形成了包括摩德纳、雷焦艾米利亚、帕尔马、皮亚琴察、克雷莫纳、贝加莫、曼托瓦、费拉拉、布雷西亚以及随后加入的托斯卡纳边疆区的阿通尼那边疆区（March of Attoniana），但并未破坏主教的权力。
在意大利王国中心的是属于托斯卡纳藩侯的富饶领土，其从维罗纳边疆区（March of Verona）跨越波河，穿过费拉拉和摩德纳，一直延伸至位于翁布罗内河之上的教宗国边界，锡耶纳、佛罗伦萨和比萨坐落于此。再往南，圣伯多祿教产区包围着罗马附近（拉齐奥和萨比纳）至坎帕尼亚的区域，与托斯卡纳、罗马涅（被拉文纳-切尔维亚教区控制着）、斯波莱托公国（王室的干预避免了当地出现贵族血统）以及安科纳边疆区（March of Ancona，又被称作卡梅里诺边疆区或费尔莫边疆区）接壤，德意志王国通过主教控制着这一区域，这在之后成为了教宗和皇帝冲突的根源。而在维罗纳、弗留利和伊斯特拉半岛所在的意大利东部地区，由于其与意大利王国距离较为疏远且与德意志接壤，所以德意志的领主控制着阿尔卑斯山的隘口，使其对帝国军队开放：951年，奥托一世授予他的弟弟巴伐利亚的亨利一世特伦托、弗留利和伊斯特拉，并以此形成维罗纳边疆区，在次年的奥格斯堡议会上被批准。以这种方式，一块包含巴伐利亚公国、克恩顿公国和维罗纳边疆区的混杂地区被建立起来。976年，奥托二世将维罗纳边疆区和克恩顿公国脱离巴伐利亚公国，并将克恩顿公国授予巴伐利亚的亨利三世，从此以后，维罗纳边疆区成为克恩顿公国的一部分。1164年以对抗腓特烈一世为目的的维罗纳同盟（Veronese League）成立后，这个侯国停止存在，其几乎只保留了名称但没有真正政治意义，仅简单地附属于巴登藩侯国。为了将维罗纳边疆区的名称与实际区域区分开来，被称为特雷维索边疆区（March of Treviso）的地理名称自12世纪起开始使用。
意大利王国政治上从属于德意志王国的情况暗示着其本土存在君主缺失的问题，皇帝去往意大利需要提前1年6个星期宣布，在他短暂的停留中需要在隆卡利亚议会与王室的封建贵族会面，在此接受封臣的进贡，颁布法律及建立税收方法。但皇帝在当地短时间的停留并不能有效的统治，君主的缺失以及从990年起就丢失的推行法令及收税的权力，都迫使他依靠有权势的世俗贵族，如托斯卡纳藩侯和斯波莱托公爵，同时通过主教来对抗他们的势力。在这种治理方式下，奥托王朝统治时期以授予主教行政职能为特征，主教中很多是德意志人，这是因为对领土主权充满渴望的世俗领主来说，主教们对于他们都是外国人，也就不可能将领土转交到这些外国主教的血统中。主教们也支持皇帝的政策，合作打击世俗领主那令人厌烦的扩张欲望。皇帝在帕尔马、阿斯蒂、洛迪、托尔托纳、皮亚琴察、拉文纳和布雷西亚将伯爵的权力授予主教，使得主教的封建权力得以扩大。除此之外，皇帝对教会的控制扩展到控制对教宗的任命，使得教宗不再从属于当地的罗马贵族。
主教在城市及其周边地区保有豁免权，也就是在伯爵的管辖范围之外，因此除了如米兰、帕维亚、都灵、曼托瓦、维罗纳、特雷维索这样的城市外，公爵、伯爵和侯爵贵族都居住在自己的领地上，而主教们居住在城市中。正是在这种城市环境下，中世纪公社开始诞生。
与此同时，公共权力持续衰微，大领主（seniores）——无论是乡村地区的伯爵世家还是城市及周边的主教——都需要组建由封臣组成的扈从队伍。这些被称为"capitanei"（首领阶层）的封臣逐渐介入领土和城市的管理事务。 封建军队的骑兵由"capitanei"这个低级贵族阶层统领，其下依次是"valvassores"（次级封臣）和"valvassini"（三级封臣），最底层的骑兵则由"scutiferi"（持盾侍从）构成。步兵则来自自由民（包括征召兵和雇佣兵）以及农奴。由此在低级贵族中形成了两个群体："capitanei"和"valvassores"，其本质区别在于前者由皇帝直接审判，后者则由封建领主或王室特使裁决。

### 奥托王朝
公元950年意大利的洛泰尔二世去世后，他的王室头衔被伊夫雷亚藩侯，同时也是首席顾问（拉丁文：summus consiliarius）的贝伦加尔二世继承，他联合自己的儿子意大利的阿达尔伯特（Adalbert of Italy）一同登上王位。贝伦加尔二世担心洛泰尔二世的遗孀，即意大利的雅德蕾德，可能与一位贵族再婚而威胁到他的统治地位，因此试图将她嫁给自己的儿子阿达尔伯特，在被拒绝后，贝伦加尔二世将其监禁。这一行为引发了对国王的反抗，尤其是忍受贝伦加尔二世苛求已久的主教们，他们成为了反抗的中坚力量，而作为雅德蕾德的哥哥，康拉德一世请求德意志国王的介入。
雅德蕾德从监禁中逃脱了出来，并向德意志国王奥托一世寻求帮助，奥托一世利用这一态势对意大利半岛局势进行了干预。奥托一世于951年9月率军进入帕维亚，在当地被加冕为意大利国王并迎娶雅德蕾德，但他并没有获得罗马皇帝的称号，原因是斯波莱托的阿伯里克二世（Alberic II of Spoleto）不希望外国势力介入罗马，这样会使得他的势力被限制。奥托一世于952年2月回到德意志王国，将女婿红色康拉德继续与贝伦加尔二世作战，但双方很快达成了协议，8月双方于奥格斯堡在会面，奥托一世到场，贝伦加尔二世与意大利的阿达尔伯特被认可为意大利国王，但成为了奥托一世的附庸，同时需将特伦托和弗留利边疆区（及维罗纳边疆区）割让给巴伐利亚公爵。
回到意大利后，贝伦加尔二世开始向权贵，尤其是主教们进行报复，他将摩德纳的圭多（Guy of Modena）任命为首席大臣，替代了阿斯蒂的布鲁宁戈（Bruningo），并利用奥托一世的长子士瓦本的鲁道夫的叛乱夺回了维罗纳。但随后叛乱被镇压，同时在955年，马扎尔人在第二次莱希菲尔德之战和奥博德里斯拉夫人在雷克尼茨河战役中均被击溃，使得德意志国王可以再次出手干预意大利。956年夏天，奥托一世将儿子士瓦本的鲁道夫送至意大利，尽管征战十分成功，但鲁道夫很快于957年9月死于疟疾，在他死后贝伦加尔二世重新获得了权力。由于此时在意大利的行动不受任何制约，贝伦加尔二世试图像此前意大利的雨果所尝试的那样创建一个强大的皇室领地及一个忠诚的附庸网络。他占领了斯波莱托公国并威胁到罗马公国，此时在位的是斯波莱托的阿伯里克二世的儿子教宗若望十二世。教宗请求德意志王国的介入，于是奥托一世开始了对意大利的第二次征战（961年-965年）。面对着主教和权贵们的叛变以及微弱的抵抗力量，贝伦加尔二世逃离了帕维亚并烧毁了皇宫，奥托一世率军来到帕维亚，与其子奥托二世于961年9月被同时加冕为意大利国王。奥托一世沿路来到罗马，并于962年2月2日被教宗若望十二世于圣伯多禄大殿加冕为神圣罗马皇帝，颁布了奥托法令（拉丁文：Diploma Ottonianum），并对817年的路易协定（拉丁文：Pactum Hludowicianum）以及824年的罗马宪法（拉丁文：Constitutio Romana）进行了确认。然而，由于教宗惧怕奥托一世的权力，遂与拜占庭建立反对其权势的同盟，并让他此前的对手托斯卡纳藩侯阿达尔贝特二世（Adalbert II）来到了罗马。在963年11月召开的主教会议上，奥托一世将教宗废黜，俘虏了被围困的贝伦加尔二世，他的儿子意大利的阿达尔伯特逃往科西嘉岛。尽管如此，奥托一世依旧需要多次干预罗马，让他指定的候选人与仍然拒绝接受失去对教宗国控制的罗马贵族们对抗。在对意大利的第三次征战（967年-972年）中，他成功平息了罗马的问题状况，让其子奥托二世在967年加冕为共治皇帝。以这种方式，意大利的统治权被德意志王国占有，奥托一世的继承人同样也是意大利国王。
在确保了北意大利的皇帝头衔之后，奥托一世与奥托二世将目光投向了意大利半岛南部。在贝内文托亲王潘达尔夫一世（Pandulf I）的煽动下，奥托一世在967年发起了一场对抗拜占庭的战役，并于972年与拜占庭皇帝约翰一世达成和平。拜占庭帝国此时对进攻美索不达米亚北部的哈姆丹王朝更感兴趣，所以约翰一世更愿意与奥托一世签订协议，并承认他的帝王头衔，同时约翰一世让自己的侄女赛奥法诺与奥托二世结婚。在回到德意志王国后，奥托一世在几个月后于973年5月去世。然而直到奥托二世对意大利的征战（980年-983年）晚期，982年的斯蒂洛战役中奥托二世被西西里酋长国击败后，才逐渐确定帝国对南意大利的征战以失败告终。983年，奥托二世在维罗纳召开了一次帝国议会，会议上他的儿子及继任者奥托三世得到了德意志及意大利权贵的认可，随后奥托二世于7个月后去世。
在奥托三世未成年时，意大利的局势主要由主教，尤其是托斯卡纳藩侯雨果（Hugh of Tuscany）维持，但罗马落入了克雷森蒂乌斯（Crescentius）家族的统治下。994年，奥托三世达到了继承的法定年龄，并于2年后在教宗若望十五世的请求下开始了对意大利的第一次远征，若望十五世在此后不久便去世。皇帝奥托三世来到罗马后，平定了由克雷森蒂乌斯二世（Crescentius II）领导的罗马贵族，并让他的表哥额我略五世成为教宗，后者在这之后于同年996年将奥托三世加冕为神圣罗马皇帝。但罗马贵族不愿臣服于一位外国教宗，于是在997年，克雷森蒂乌斯派选举若望十六世成为對立教宗，使得奥托三世于998年回到罗马，他下令切断了若望十六世的手指并处决了克雷森蒂乌斯二世，把其尸体扔到了圣天使城堡的城墙边。当额我略五世于999年去世时，奥托三世任命了西尔维斯特二世为新教宗并建立他在罗马的住处，以从事复兴罗马帝国的方案，恢复君士坦丁大帝时期古罗马帝国的辉煌。然而这项计划并不受当地民众的欢迎，1001年奥托三世从波兰和亚琛朝圣归来后，罗马当地发生叛乱，迫使他逃到拉文纳避难。奥托三世于次年1002年去世，而教宗西尔维斯特二世于1003年去世，此后罗马的统治权被克雷森蒂乌斯家族和托斯库鲁姆家族（Tusculum）争夺，而在意大利，另一场战争开始了。
奥托三世去世后，日耳曼领主们选择亨利二世作为继任皇帝，而在意大利，帕维亚举行的会议选举伊夫雷亚藩侯阿尔杜因（Arduin of Ivrea）作为意大利国王，并于1002年2月被其主教正式加冕。然而亨利二世并不接受德意志王国和意大利王国的分离，在意大利权贵云集的隆卡利亚议会上，支持亨利二世的米兰主教阿努尔夫二世（Arnulf II）派遣克恩顿公爵，同时也是维罗纳藩侯的奥托一世对抗阿尔杜因。尽管阿尔杜因在 1003年布伦塔河附近的法布里卡战役（Battle of Fabrica）中战胜亨利二世，后者还是于1004年4月成功进军意大利，集中力量反抗阿尔杜因，迫使已经被其支持者抛弃的阿尔杜因逃到了世袭的领地中。在维罗纳和米兰取得胜利后，亨利二世于1004年5月进入帕维亚，并从米兰主教手中接手伦巴底王冠；就在加冕日的当天下午，日耳曼士兵与当地帕维亚市民之间的冲突引发了一场叛乱，亨利二世被围困在他的宫廷中，在以严重损毁城市为代价后才得以逃离。亨利二世回到了德意志王国，在此后的几年间，帕维亚的皇室秘书处停止了运作；亨利二世接见了意大利主教，并通过设立在班贝格的皇室秘书处向他们进行让步，由此得到了米兰、拉文纳、皮亚琴察、克雷莫纳和东伦巴第地区的支持；然而在意大利，阿尔杜因回到了帕维亚并对亨利二世进行报复，与此同时，大片的地区不再受任何中央政权的控制。1012年，克雷森蒂乌斯家族与托斯库鲁姆家族关于各自支持的候选者对教宗地位的争夺迫使亨利二世于1013年底再次回到意大利。亨利二世将本笃八世定为教宗，加强了后者在主教中的权威，本笃八世于此后的1014年2月将亨利二世加冕为神圣罗马皇帝，同时亨利二世将已是斯波莱托公爵的罗曼努斯（Romanus）定为托斯卡纳藩侯。亨利二世回到德意志后，阿尔杜因依旧继续着他的进攻，然而1015年阿努尔夫二世成功击退了他，使得他放弃了进攻并退至一家修道院内，并于不久后去世。阿尔杜因的财产及支持者被帕维亚、科莫、诺瓦拉和韦尔切利的主教们重新分配。意大利局势的充分控制使得亨利二世得以在1021-1022年间对南意大利发动征战。

## 神聖羅馬帝國時期

### 中世纪城市公社的起源
公元9世纪下半叶，主教们不仅承担了宗教职能，还作为皇室代表在城邦（拉丁文：civitas）及周边区域行使公共行政职能，这些周边区域可以延伸至城区外10千米、其中包括小贵族领地。意大利当地贸易的复苏使得新的地区出现在因经济原因而在城墙（拉丁文：forisburgus）外建造的郊区上，吸引了更多像专业工匠、商人、面包师、屠夫或搬运工来到这里，纺织和冶金行业也得到了发展，并增加了商家，由于商人同时也是这里土地的拥有者并因此在城市社会中占有举足轻重的地位，这使得他们可以凭借着财富和土地得以与封建贵族阶级建立关系。
与封建观念不同，商人们通过社会联系在一起，他们意识到自己的职业活动需要主导权力承认经济自由和特权，还要求不被庄园奴役并有政治力量保护的特别管辖权，于是从11世纪开始，寻求司法权改变和限制主教的行动开始出现。世俗绅士对支持这一新兴的城市群体很感兴趣，不管是在他们中寻求支持以对抗自己的敌人，还是通过税收、收费和通行费的形式从公民参与的经济活动中获取实质性利益。通过这种方式，国王们从10世纪开始授予市政特权，首次授权发生在958年，由意大利国王贝伦加尔二世和其子意大利的阿达尔伯特授予了热那亚。自治市镇中的居民受益于贵族和神职人员的利益及目的的分歧，随着额我略改革反对买卖圣职，与此同时世俗政治开始干涉教会秩序（如皇帝任命主教），这种分歧逐步扩大，因此在主教掌握政治权力的城邦中，城邦周围的绅士开始与这些新出现的公民结盟以摆脱主教的权威并从中夺取让步。
然而并不是所有主教都有公共权力，城市公社的起源也必然在继承权在众多继承人中的分配导致的封建权力分散中找到。面对这种遗产分配和不动产收入减少的情况，世俗领主也加入了商业活动中，然而即便贸易为其带来了好处，他们财富的主要来源依旧是土地不动产。在1035年发生在米兰的叛乱中，封臣中的小贵族们反抗他们的领主军队首领（拉丁文：capitaneus），作为结果，皇帝康拉德二世于1037年5月颁布了封地法令（拉丁文：Edictum de Beneficiis），其中规定了权贵与保证了封地的继承权小封建主（如封臣与低级附庸）之间的关系，防止权贵收回领地后使得其再次得以世袭。
康拉德二世以这种方式来打压米兰的主教和军队首领们的权力，以获得下级封臣群体的忠诚。这些小封建主得到了不会被其领主剥夺财产的承诺后，在城市中联合形成财团，与商人、法官、公证人和货币兑换商等城市资产阶级一起，形成城市政府，成立不受主教和帝国官员管辖的中世纪公社，并提名他们自己的代表和执政官以逐渐控制城市。
公社本身作为一个法人团体，使对于资产阶级的个人和土地的奴役消失了，对贵族的赋税被公民税，或者为资产阶级法院制定城市法律所替代。公社由定期从领地贵族中挑选的执政官领导，由一个被称作credenza的，以有权势家族的公民组成的会议所支持（因城镇的繁荣在很大程度上依靠这些群体）。

### 施陶芬王朝

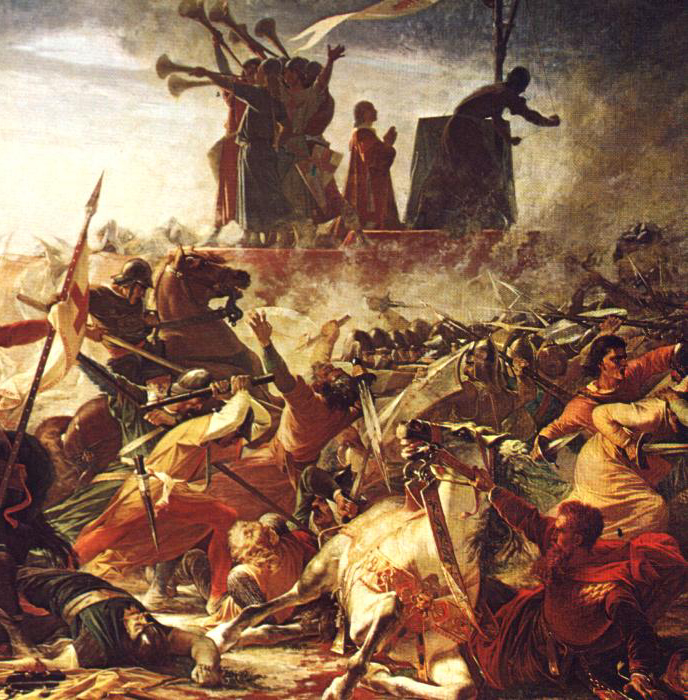
阿莫斯·卡西奥利（1832–1891）所绘的列尼亚诺战役中圣车的防御场面

意大利诸城市首次展现其实力是在霍亨斯陶芬王朝皇帝腓特烈一世·巴巴罗萨（1152年－1190年）统治时期。当时他试图恢复帝国在亚平宁半岛的权威，引发了一系列与伦巴第联盟的战争——该联盟由意大利北部各城市组成，通常由米兰领导。在1176年的列尼亚诺战役中，联盟取得决定性胜利，由米兰人圭多·达·兰德里亚诺领导，迫使腓特烈作出行政、政治与司法让步，正式结束其征服北意大利的企图。自此，意大利成为由名义上隶属于神圣罗马帝国的自治公国与城邦组成的拼图。

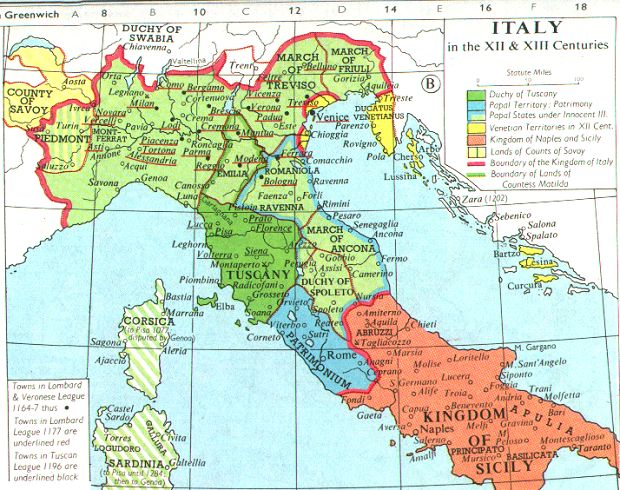
12世纪的帝国意大利（红线所示）

这一局势与一世纪前教宗额我略七世与神圣罗马皇帝亨利四世在卡诺莎的冲突相似，本质上仍是教权与皇权之争的延续：皇帝是否有权任命教宗与主教？此前几个世纪的叙任权斗争虽因沃尔姆斯协定而达成勉强的和平，并在拉特朗第一次大公会议中获得确认，但问题很快再次出现。腓特烈一世最终不得不在威尼斯向教宗亚历山大三世低头。 皇帝承认教宗对教宗国的主权，而教宗则承认皇帝为帝国教会的宗主。此外，《威尼斯条约》也于1178年8月促成与伦巴第诸城的停战协议。
但直到1183年达成的康斯坦茨和约，双方才建立起较为持久的和平：腓特烈承认诸城市有自由选举市政官员的权利。此举虽削弱其直接控制力，却使他恢复了对意大利的名义主权，成为其向教宗施压的主要手段。
腓特烈的儿子亨利六世通过征服诺曼人统治的西西里王国（包括西西里岛及整个南意大利）扩展了霍亨斯陶芬王朝在意大利的影响力。而其子腓特烈二世是自10世纪以来首位以意大利为统治基地的皇帝，试图延续父亲的目标，恢复北意大利的帝国权威。然而此举不仅遭到重组后的伦巴第联盟反对，更激起日益维护自身世俗权力的历任教宗的强烈敌意，他们担忧霍亨斯陶芬皇帝在意大利的霸权野心。
腓特烈二世统一全意的努力最终如其祖父般失败。1250年他的去世标志着意大利王国作为一个真正的政治实体的终结。随后，意大利各城市之间的斗争仍持续，但皇帝派（支持皇帝）与教宗派（支持教廷）之间的对抗，已逐渐与其最初政治立场脱钩，演变为更复杂的地方势力争斗。

### 近代时期的帝国封地
进入近代早期时，意大利王国在名义上仍存在，但实际上已完全分裂为独立且自治的意大利诸城邦。其领土大为缩减——威尼斯共和国在内陆领地的征服，以及教宗国的扩张，使帝国对意大利东北部和中部的主权几乎荡然无存。
在许多方面，帝国对意大利领地的封建宗主权主张已形同虚设：实际的政治权力、征税与财政控制均掌握在各意大利亲王和公爵手中。然而，帝国的封建体系在意大利仍持续发挥一定作用，例如为皇帝西吉斯蒙德与马克西米连一世介入意大利事务提供了借口。此外，帝国权利在意大利战争期间，亦被查理五世（同时为西班牙国王、那不勒斯王国国王及奥地利大公国大公）大力主张。他在帕维亚战役后将法国逐出米兰公国，并挫败意大利诸侯在科涅克同盟战争中借助法国力量恢复独立的企图。其部下军队洗劫罗马，并与来自美第奇家族的教宗克勉七世达成和解，征服佛罗伦萨，恢复美第奇统治，任命其为佛罗伦萨公爵，并在围城战后加以确认。查理五世以中世纪传统的形式，在米兰戴上铁王冠加冕为意大利国王，并在1535年斯福尔扎家族灭绝后，将米兰作为帝国封地直接占有。
查理五世退位后将其领地分为西班牙与奥地利两支，米兰成为其子西班牙国王腓力二世的西班牙帝国领地，而帝位与“帝国意大利”相关的权利则转交其弟神圣罗马皇帝斐迪南一世。米兰仍名义上为神圣罗马帝国的领地，因此腓力二世作为米兰公爵，形式上为斐迪南皇帝的附庸。然而，在查理五世之后，奥地利哈布斯堡家族的皇帝再未加冕为意大利国王，此头衔实际上中断长达两个半世纪。
1559年，法国根据《卡托-康布雷齐条约》结束了对意大利帝国封地的野心，放弃对萨伏依与米兰的主权要求，并撤出托斯卡纳与热那亚属科西嘉。帝国在意大利的主要封地称为“Feuda Latina”（大封地），较小的称为“Feuda Minora”（小封地）。意大利诸侯虽不派代表出席神圣罗马帝国议会，但其军队却多次参与神圣罗马帝国军队，例如1566年马克西米连二世对苏莱曼大帝的匈牙利战役。
尽管意大利诸侯被排除在帝国议会之外，仍被视为皇帝的封臣，需承担特定义务与司法责任。1559年设立了帝国奥爾姆法院中的意大利专门庭室，其在1559至1806年间共受理来自意大利帝国封地的约1500起案件（总案件数为14万），其中多数为晚期案件。
意大利诸邦在帝国战争中贡献巨大，不论是由本国君主领兵，抑或归于哈布斯堡属地体系（如的里雅斯特帝国自由市、戈里齐亚与格拉迪斯卡伯国、米兰公国及后来的托斯卡纳大公国）。与大多数德意志诸侯不同，意大利领地对帝国的军费与兵员贡献绕过议会与中介机构，直接供给帝国军队与财政。由于意大利邦国大多自治且不具议会代表权，这反而增强了皇帝对其的控制，例如1737年美第奇家族绝嗣后，皇帝便直接将名义上为帝国封地的托斯卡纳大公国并入哈布斯堡家族直辖领。
除特伦托采邑主教国外，萨伏依国家（皮埃蒙特-萨伏依）是唯一一个在帝国议会有代表的意大利独立邦国，并为帝国上莱茵行政圈成员之一（如的里雅斯特与戈里齐亚-格拉迪斯卡隶属奥地利行政圈，特伦托亦然）。尽管萨伏依多与哈布斯堡王朝对立，仍借帝国特权巩固对周边小邦的宗主地位。1713年，萨伏依公爵透过帝国外领获得西西里王国（1720年换取撒丁王国），正式加冕为王。
奥地利哈布斯堡家族还借助帝国权威多次干预意大利事务，如在三十年战争期间介入曼图亚继承战争、在18世纪的欧洲王位继承战争中接管空缺的意大利帝国封地：1700年西班牙哈布斯堡王朝绝嗣后，皇帝宣布米兰为空位帝国封地并于1707年纳入奥地利直辖领土（经拉施塔特条约确认）；1708年帝国议会以“背叛皇帝”的罪名废黜贡扎加家族统治的曼图亚；1737年佛罗伦萨美第奇家族绝嗣后，皇帝弗朗茨一世获封托斯卡纳大公；1735至1748年间，奥地利亦以类似方式宣称对帕尔马公国的宗主权，虽此举引发与教宗之间的封地争议。
1660年代起，利奥波德一世在法国扩张与西班牙势力衰退的背景下，日益主张其对意大利帝国封地的权利。1687年，皇帝任命意大利事务全权代表（此前职位空缺逾百年，相关职权由奥审法院零散掌握）；1690年，萨伏依的欧根亲王尝试在意大利征收帝国军费（史上首次）；1696年，利奥波德颁布敕令，要求其意大利附庸在“一年零一日”内重宣效忠，否则剥夺封地。此举激怒教廷，一些教宗附庸更翻出古文书，主张自身实为皇帝封臣。意大利小邦亦视皇帝为对抗萨伏依与教宗势力的庇护者。
帝国在18世纪对意大利的权力进一步加强：西班牙王位继承战争中，米兰与曼图亚以“空位帝国封地”身份归属奥地利哈布斯堡家族；四国同盟战争后，托斯卡纳、摩德纳-雷焦与帕尔马-皮亚琴察等地的帝国封地地位获得重申；哈布斯堡家族亦继续统治世袭领地中的意大利部分（大致为今特伦蒂诺-上阿迪杰大区与奥地利滨海地区）。相比之下，萨伏依国家虽然多与奥地利对立，但在1693年获皇帝授予“殿下”称号后，仍承认帝国制度的合法性并正式参与议会。

### 解体

1789年的意大利王国及其他萨伏依领地

直到1789年，帝国意大利的地位基本保持稳定。1788年，萨伏依公国（在普鲁士的支持下）甚至曾积极推动将自身升格为选侯国，这将使其成为继波希米亚王国（尽管自波希米亚贵族起义被镇压后，已由讲德语的贵族主导）之后，第二个拥有此地位的非德意志国家。然这一计划因1789年爆发的法国大革命而未能实现，旧有秩序也迅速瓦解。
在法国大革命战争期间，拿破仑将奥地利势力逐出意大利，并在意大利北部设立了一系列姐妹共和国。1797年的《坎波福尔米奥条约》中，皇帝弗朗茨二世正式放弃对意大利王国各领地的主权要求。1799年至1803年进行的帝国重整未再保留帝国对意大利的任何主张——包括科隆大主教在内的众多教会诸侯也被德意志世俗化，失去领地与地位。
拿破仑在第二次反法同盟战争中的胜利，亦在伦维尔条约中得到重申。1805年，尽管神圣罗马帝国尚未解体，已登基为法国皇帝的拿破仑一世却自行加冕为新建立的意大利王国国王，并于5月26日在米兰戴上铁王冠。他还将帝国意大利大部分地区（包括皮埃蒙特-萨伏依、热那亚共和国与托斯卡纳）直接并入法兰西帝国。
翌年，即1806年8月6日，帝国正式解体。拿破仑战败后的维也纳会议并未恢复神圣罗马帝国或意大利王国，恢复后的意大利诸王国与公国或成为主权国家，或被纳入新成立的奥地利帝国（后者还吞并了原威尼斯共和国的领地）。